# Joseph Berryer
Joseph (dit Joe) Berryer, né à Liège le 9 mars 1897 et mort le 1er septembre 1978 à Knocke, est un diplomate belge, fils du ministre Paul Berryer et de Marie Dallemagne. Il fut intimement lié aux évènements les plus marquants de son temps, ayant servi comme diplomate à l'ambassade de Belgique à Madrid durant toute la guerre d'Espagne, puis à l'ambassade de Belgique à Berlin lorsqu'éclata la Seconde Guerre mondiale, et enfin fut brièvement chef de cabinet du Roi Léopold III lorsqu'éclata la Question Royale. Joseph est un membre de la famille Berryer.

## Jeunesse
En 1914, il fut employé comme officier au Congo belge, puis étudia les sciences politiques. Il rejoint le service extérieur et fut accrédité à Vienne, Rome et au Quirinal. En 1922, Joseph Berryer fut secrétaire à l'ambassade de Belgique à Tokyo, où il épousa la fille de l'ambassadeur belge Albert de Bassompierre.

## La guerre civile espagnole
À partir de 15 septembre 1934, il fut nommé conseiller à Madrid. Le 8 août 1936, au début de la guerre civile espagnole, l'ambassadeur de Belgique, Robert Everts, partit de Madrid à Saint-Jean-de-Luz, laissant Berryer dans la capitale, comme chargé d'affaires. Berryer devra alors faire face aux tumultes qui secouaient la capitale, tout en faisant pression sur le gouvernement belge pour qu'il reconnaisse officiellement les nationalistes. Il cache dans l'ambassade plusieurs personnalités Espagnoles menacées de mort par les communistes, tel que l'Archevêque de Madrid et le banquier Luis Urquijo, et aide d'autres à s'exfiltrer vers Valence à travers les lignes de combat.
Le 29 décembre 1936, Jacques de Borchgrave, un attaché de l'ambassade, est retrouvé mort abattu dans un fossé par les républicains. Le gouvernement belge réclama au gouvernement espagnol des dommages ainsi que des éclaircissements sur les circonstances de sa mort.
Le 28 juillet 1937, Joseph Berryer fut envoyé à l'ambassade de Belgique à Berlin. De 1945 à 1953, il fut ambassadeur au Luxembourg, puis de 1953 à 1957 au Saint-Siège, et enfin du 4 avril 1957 à 1964, à Madrid. Durant cette époque, l'ambassade sera au centre d'évênements tels que les fiancailles du Roi Baudouin et Fabiola de Mora y Aragón, ainsi que l'asile de Moïse Tshombe en Espagne.

## Seconde Guerre mondiale

### Négociations entre le gouvernement en exil et le roi Léopold III
Après la capitulation de la Belgique, le gouvernement belge (Gouvernement Pierlot III) rompt ses contacts avec les autorités allemandes et s'exile, d'abord à Paris, puis à Vichy, puis finalement à Londres. Joseph Berryer fut chargé par ce gouvernement en exil de négocier avec le Roi, resté à Bruxelles et en contact continu avec les Allemands, afin de rapprocher leurs positions. Après une rencontre à Berne avec les représentants du roi, il se rendit au château de Laeken le 29 juin 1940 dans le but de convaincre le Roi Léopold III de renouer le contact avec le gouvernement pour négocier ensuite conjointement avec l'Allemagne. Le roi rejette cette demande, et le 8 juillet 1940 Berryer retrouver le gouvernement à Vichy, pour lui expliquer que le roi ne le reconnait plus, et que le gouvernement est très peu populaire en Belgique.

### Affaire dite du "Train Fantôme"
Durant le reste de la guerre, Joseph Berryer résida à Bruxelles, où, fort de son expérience à l'ambassade de Belgique à Berlin, il s'attela à plaider la cause de prisonniers ou condamnés belges auprès de l'occupant,. Une des affaires les plus retentissantes fut celle dite du "Train fantôme",.
En septembre 1944, alors que les alliés approchaient de Bruxelles, les Allemands ordonnèrent le transfert de 1500 prisonniers de la prison de Saint-Gilles vers les camps de concentration. Ce transfert devait se faire à l'aide d'un convoi au départ de la gare du Midi. À la suite d'une suite rocambolesque de sabotages et de ralentissements délibérés de la part de mécaniciens et cheminots résistants, le convoi passa 2 jours à transiter entre différentes gares de la région Bruxelloise sans jamais progresser. Ce temps gagné permit à des négociateurs, dont Joseph Berryer et l'avocat Frédéric Eickhoff, de négocier auprès de Richard Jungclaus, chef des SS en Belgique,, ce qui permit finalement de libérer les centaines de prisonniers, qui étaient jusqu'alors restés entassés dans les wagons à bestiaux du convoi.

## Post-Guerre: Ambassade au Luxembourg et formation de l'Europe
Le 27 juillet 1945, Joe Berryer devint chef de cabinet du Roi Léopold III.

## Distinction
- Grand-croix de l'ordre de la Couronne de chêne en 1953 (Luxembourg)[10].